# Johannes Tanner (Politiker, 1594)

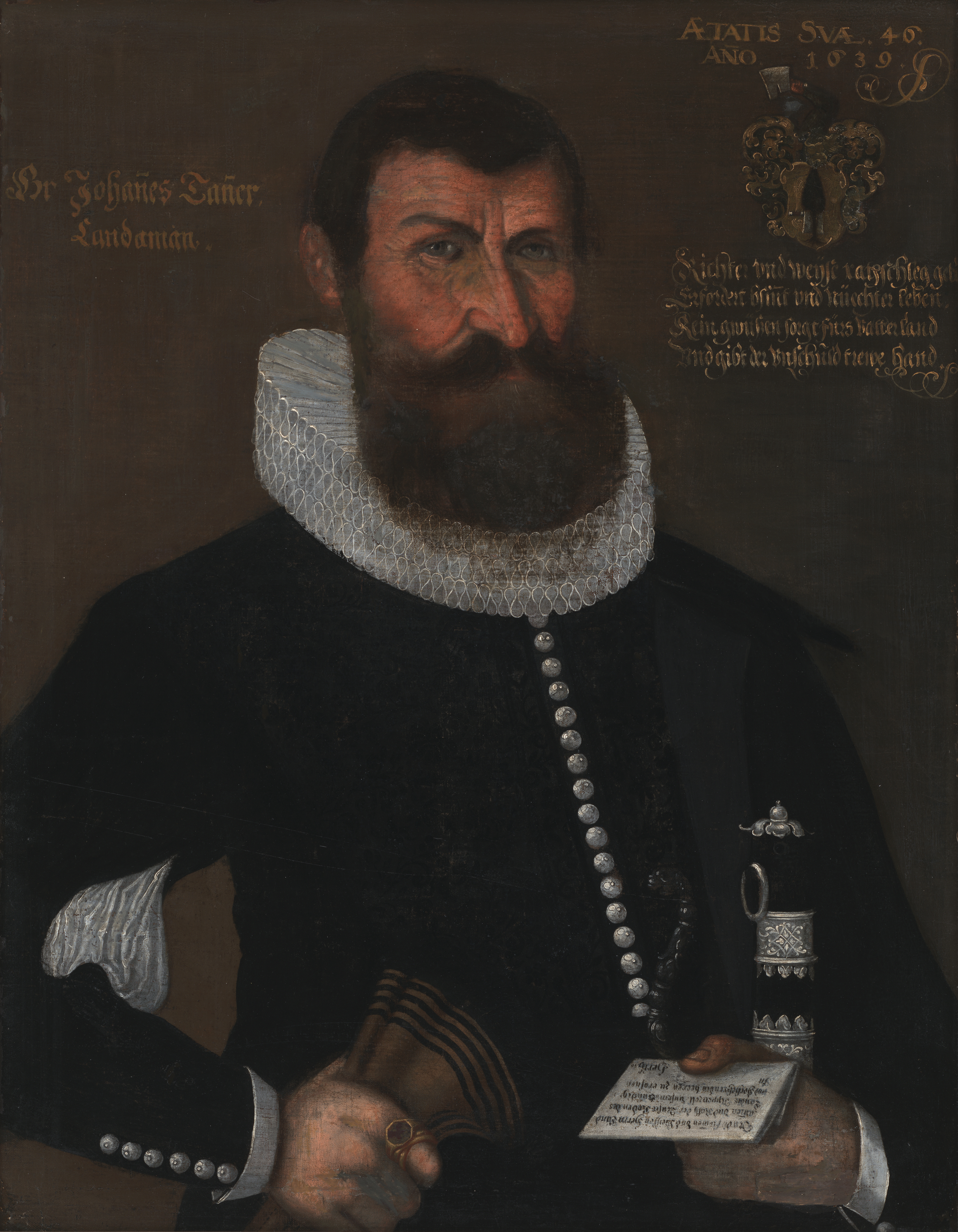
Johannes Tanner, 6. Landammann von Appenzell Ausserrhoden 1636–1660

Johannes Tanner (* 22. Januar 1594 in Herisau; † um 1665; heimatberechtigt in Herisau) war ein Landammann und Tagsatzungsgesandter aus dem Schweizer Kanton Appenzell Ausserrhoden.

## Leben
Johannes Tanner war ein Sohn von Laurenz Tanner, Gerber und Landeshauptmann, und Verena Frischknecht. Im Jahr 1622 heiratete er Elisabeth Schiess, verwitwete Merz, Tochter des Jos Schiess, Wirt und Gemeindehauptmann von Herisau.
Tanner war vermutlich Wirt. Daneben versah er von 1629 bis 1635 Beamtungen als Kirchenpfleger und Gemeindeschreiber in Herisau. Von 1630 bis 1636 war er Ausserrhoder Landeshauptmann. Von 1636 bis 1660 amtierte er als Landammann und war ab 1636 bis 1657 39 Mal Tagsatzungsgesandter. In den Jahren 1647 und 1648 gehörte er zu den Förderern eines Kirchenbaus in Schwellbrunn.
In seine Regierungszeit fielen die Streitigkeiten zwischen den beiden Ausserrhoder Landesteilen hinter der Sitter und vor der Sitter (Sitterschranke) um die Besetzung der Landesämter. Diese wurden 1647 mit der so genannten Kehrordnung und einer Doppelregierung (Doppelregiment) beigelegt. Tanner hatte sich mit der Bitte um Vermittlungshilfe an Zürich gewandt, wohin er offensichtlich über gute Kontakte verfügte. Im Streit um den Kirchenbau in der Gemeinde Kurzenberg von 1650 bis 1652 machte er sich für eine einzige Kirche in Wolfhalden stark. Er wehrte sich noch bis zu seinem Tod gegen das Auseinanderfallen der Gemeinde.
Auf Ansuchen Zürichs entsandte er 1653 eigenmächtig ein appenzellisches Truppenkontingent gegen den Bauernaufstand im Entlebuch. Dies löste im Volk zum Teil heftige Proteste aus. Massive Widerstände gegen von ihm vertretene Neuerungen in der Kirchenordnung, den Ehesatzungen und im Landbuch liessen Tanner 1660 auf eine Kandidatur zur Wiederwahl als Landammann verzichten. Obwohl er der Landsgemeinde fernblieb, wählte ihn diese erneut, betraute dann aber seinen Sohn Johannes Tanner mit dem Amt.